# ルーカス・セベリーノ
ルーカス・セベリーノ（Lucas Severino、1979年1月3日 - ）は、ブラジル出身の元プロサッカー選手。ポジションは主にフォワード。

## 来歴

### プロデビュー・ユース代表
10歳の時に地元サンパウロ州のボタフォゴFCの下部組織に合格し、1995年、同クラブの下16歳でプロデビューを果たす。1996年、ブラジル全国選手権の3部から2部への昇格が懸かった試合で2得点。同年末、20歳以下のブラジル代表に初選出された。
1998年にパラナ州のアトレチコ・パラナエンセに移籍。MFケリーら攻撃陣と好連携を築く。1999年に開催されたコパ・リベルタドーレス出場権を懸けた大会の決勝・クルゼイロ戦では、自らのハットトリックでリベルタドーレス出場権を獲得するなど 得点を量産。アトレチコPRでは103試合で54得点を挙げた。
2000年6月にヨーロッパへの移籍話が浮上し、イタリアのインテル・ミラノとフランスのオリンピック・マルセイユから熱心なオファーが届いた。マルセイユへの移籍が決まりかけた所に、同じフランスリーグのスタッド・レンヌの会長から直々に「マルセイユの倍のお金を出すから」と説得され、同年7月に2100万USドル（当時のレートで約21億円）という高額な移籍金でレンヌへの移籍が決定。鳴り物入りの入団で「セグンダ・ロナウド」（「ロナウド二世」という意味合い）と呼ばれた。
同年9月に開催されたシドニー・オリンピックではロナウジーニョらと共にブラジル五輪代表に選ばれ、4試合に出場。準々決勝のカメルーン戦で敗れ、ベスト8に終わった。順調にキャリアを伸ばしていたルーカスだったが、この試合を機にキャリアがうまく行かなくなったと語っている。
オリンピック後にレンヌに再合流したが、初めての海外移籍でチームに中々馴染めないばかりか、高額選手ゆえ周囲からのプレッシャーも強く、チーム事情によって守備的なボジションで使われるなど、レンヌでは2シーズンで6得点に留まり実力を発揮できなかった。
2002年の後期はブラジルのクルゼイロEC、2003年前期はコリンチャンスにレンタル移籍で貸し出されたが、左足小指の骨折など負傷に泣き、2003年後期は再びレンヌに戻ってプレーした。同年7月に夫人と入籍。

### Jリーグでの活躍
2004年にJリーグのFC東京へ移籍。アトレチコPR所属時に3年間コンビを組んでいたMFケリーと、ブラジルユース代表時代のチームメイトであるDFジャーンの2人の仲の良いブラジル人選手が先に在籍しており、その2人の手助けもあって日本での日常生活には早く順応したが、オリンピック以来の低迷を脱するには多少の時間を要した。前年限りでFC東京を退団し、"キング・オブ・トーキョー" と呼ばれたアマラオの後釜としての期待の大きさ（応援歌もアマラオに対し使われていたカルチャー・クラブの「カーマは気まぐれ」が引き継がれた）や、エースストライカーの符号である背番号9を付けたこと、更にケリーの負傷も重なって1トップの前戦での孤立を招き、リーグ11節終了時で1得点となかなか結果を残せずにいたが、それでも当時のFC東京監督であった原博実は、ルーカスの懸命にチーム戦術を吸収しようとする真面目な姿勢を買い「自信を掴めばやれるはず」と辛抱強く起用。5月頃から徐々にチームにフィットし出すと第12節のガンバ大阪戦で2得点、第14節の名古屋グランパスエイト戦でも5人抜きのドリブルシュート を含む2得点を記録し地位を確立、90分フル出場を続けるようになった。ナビスコカップ準決勝の東京ダービーではハットトリックと延長Vゴールを決めるなど、FC東京の初タイトル獲得に貢献した。
2005年シーズンは夏以降、横浜でのアクシデント（後述）などもあって無得点に終わり、同年11月に長男が生まれたことで母国でのプレーを希望 したことから、翌年の契約は結ばない形でブラジルに帰国。しかしFC東京が進めていたアモローゾの獲得が失敗に終わったことにより、急遽再契約。3年目の2006年は同シーズン監督に就任したガーロによって自身の念願でもあったトップ下にコンバートされ、守備やアシストなど様々な面で向上し、幅を広げただけでなく 31試合18得点とJリーグでの自己最高成績を残した。
2008年、ガンバ大阪に完全移籍。マグノ・アウベスの後釜として 背番号9を着けてプレー。AFCチャンピオンズリーグ決勝 (H&A) の2試合では、両試合の先制点を含め計3ゴール1アシストを挙げる活躍で優勝に貢献した。
2009年は中盤のポジションで起用されることが多く、リーグ戦では6得点に留まったが、天皇杯では6試合8得点の活躍で、G大阪の天皇杯連覇に貢献した。

### 再びJリーグへ

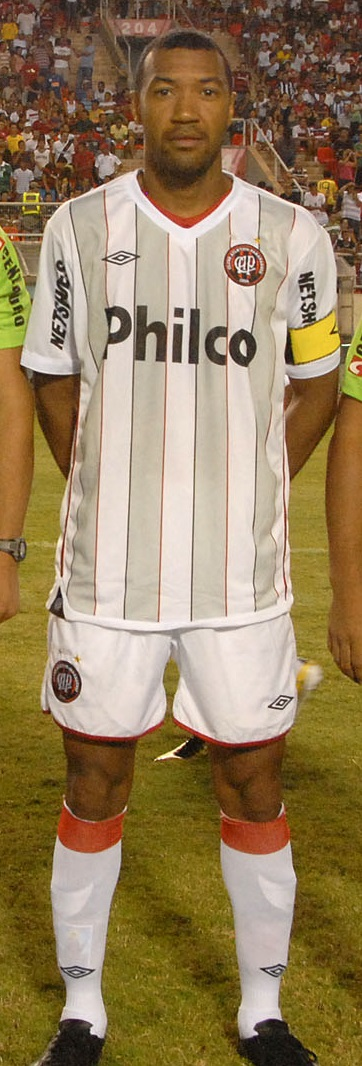
2011年のルーカス

2010年シーズン終了をもって7年に渡る日本でのプレーに区切りを打ち、2011年からは母国ブラジルの古巣であるアトレチコPRに復帰。だが、アトレチコPRでは監督交代が相次ぐ など混乱が続き、「サッカーの嫌な部分が見えてしまった」と、同年5月に現役引退を表明する。
しかしその矢先、古巣FC東京からのオファーを受けたため、現役続行を決断。7月にFC東京復帰が発表された。FWロベルト・セザーからポジションを奪うと、9月10日の京都戦でハットトリックを挙げる など健在ぶりを見せ、攻撃の起点として 先発出場を続けた。また、天皇杯でも活躍を見せ、決勝の京都戦では2得点を挙げるMVP級の活躍で、チームの天皇杯初優勝に大きく貢献した。
2012年は、チーム唯一のリーグ戦全試合出場（Jリーグでは自己最多出場）に加え、5年ぶりの二桁得点を達成。
2013年は主に右MF（サイドハーフ）に配されたが、高い守備意識と、中盤でも得点力を発揮し9月28日の大宮戦ではハットトリックを達成。同年11月、「いい時期に引退することを理想としていた」 と、2度目の現役引退を表明した。
その後は母国ブラジルで不動産業に携わる他、FC東京やG大阪との関わりを続け クラブ主催イベントにも参加した。2015年には、ガンバ大阪のファン感謝祭にも招待された。2014年末、Jリーグ功労選手賞を受賞。

## 人物・エピソード
- 日本語を話すことができる[1][37]。本人曰く、訪日2年目で話の内容が分かるようになり、5年目でマスター[3]。試合後のインタビューなどではポルトガル語通訳を介して対応をするが、日本人選手との意思疎通には問題は無く、練習中などでは新加入のブラジル人選手の隣に行き通訳の役を買って出たり[43]、日本での生活の面倒を見るなどの支援をしていた[44]。2011年にFC東京の練習場を訪れた際には日本語で自己紹介をした上、通訳の飯野一徳には「来年は自分が通訳をやるよ」と冗談を言い、梶山陽平からは「昔よりうまくなっていた」と評価された[45]。

### 試合中の脳震盪
2005年9月17日、日産スタジアムで行われたJ1第24節・横浜F・マリノス戦の試合終了間際、味方のジャーンと激突し、脳震盪で意識不明の状態に陥るアクシデントが起きた。試合は中断され、ピッチ上ではFC東京のドクターだけでなく対戦相手の横浜FMのドクターも応急処置に当たりピッチ上で点滴などの処置が施されたが意識が戻らず、10数分後マラソン用の北ゲートから救急車をピッチ内へと入れ、そのまま病院に搬送された。また、この試合はNHK-BSで生中継されており、午後9時までの予定だった中継を急遽5分間延長したが、それでも試合終了のホイッスルを待たずに中継を終える事となった。
約20分の中断の後試合は再開されたが、ロスタイムはほぼ取らず、そのままスコア0-0で試合終了となった。両チームの選手ともプレーできる精神状態に無く、横浜FM監督の岡田武史は「お互いに、もう攻め合う気になどなれなかった」と述べ、FC東京監督の原博実も「レフェリーの判断は正しかった」と述べた。
このアクシデントの影響で試合翌日実施予定だったJサテライトリーグの同一カード（横浜FM対FC東京）も中止、順延された。ルーカスは翌日には意識を取り戻し退院、約1ヵ月後の試合で復帰した。

## 個人成績
| 国内大会個人成績 | 国内大会個人成績 | 国内大会個人成績 | 国内大会個人成績 | 国内大会個人成績             | 国内大会個人成績           | 国内大会個人成績 | 国内大会個人成績 | 国内大会個人成績 | 国内大会個人成績 | 国内大会個人成績 | 国内大会個人成績 |
| 年度             | クラブ           | 背番号           | リーグ           | リーグ戦                     | リーグ戦                   | リーグ杯         | リーグ杯         | オープン杯       | オープン杯       | 期間通算         | 期間通算         |
| 年度             | クラブ           | 背番号           | リーグ           | 出場                         | 得点                       | 出場             | 得点             | 出場             | 得点             | 出場             | 得点             |
| ブラジル         | ブラジル         | ブラジル         | ブラジル         | リーグ戦                     | リーグ戦                   | ブラジル杯       | ブラジル杯       | オープン杯       | オープン杯       | 期間通算         | 期間通算         |
| ---------------- | ---------------- | ---------------- | ---------------- | ---------------------------- | -------------------------- | ---------------- | ---------------- | ---------------- | ---------------- | ---------------- | ---------------- |
| 1996 (pt)        | ボタフォゴSP     |                  | セリエC          | 1                            | 0                          |                  |                  |                  |                  |                  |                  |
| 1997 (pt)        | ボタフォゴSP     |                  | セリエB          | 11                           | 2                          |                  |                  |                  |                  |                  |                  |
| 1998             | アトレチコPR     |                  | セリエA          | 15                           | 3                          |                  |                  |                  |                  |                  |                  |
| 1999             | アトレチコPR     |                  | セリエA          | 28                           | 11                         |                  |                  |                  |                  |                  |                  |
| 2000             | アトレチコPR     |                  | セリエA          | 5                            | 5                          |                  |                  |                  |                  |                  |                  |
| フランス         | フランス         | フランス         | フランス         | リーグ戦                     | リーグ戦                   | F・リーグ杯      | F・リーグ杯      | フランス杯       | フランス杯       | 期間通算         | 期間通算         |
| 2000-01 (en)     | レンヌ           | 19               | リーグ・アン     | 28                           | 4                          |                  |                  |                  |                  |                  |                  |
| 2001-02 (en)     | レンヌ           | 19               | リーグ・アン     | 33                           | 2                          |                  |                  |                  |                  |                  |                  |
| ブラジル         | ブラジル         | ブラジル         | ブラジル         | リーグ戦                     | リーグ戦                   | ブラジル杯       | ブラジル杯       | オープン杯       | オープン杯       | 期間通算         | 期間通算         |
| 2002             | クルゼイロ       |                  | セリエA          | 7                            | 2                          |                  |                  |                  |                  |                  |                  |
| 2003             | コリンチャンス   | 21               | セリエA          | 3                            | 1                          |                  |                  |                  |                  |                  |                  |
| フランス         | フランス         | フランス         | フランス         | リーグ戦                     | リーグ戦                   | F・リーグ杯      | F・リーグ杯      | フランス杯       | フランス杯       | 期間通算         | 期間通算         |
| 2003-04 (en)     | レンヌ           | 19               | リーグ・アン     | 11                           | 0                          |                  |                  |                  |                  |                  |                  |
| 日本             | 日本             | 日本             | 日本             | リーグ戦                     | リーグ戦                   | リーグ杯         | リーグ杯         | 天皇杯           | 天皇杯           | 期間通算         | 期間通算         |
| 2004             | FC東京           | 9                | J1               | 27                           | 11                         | 7                | 6                | 3                | 1                | 37               | 18               |
| 2005             | FC東京           | 9                | J1               | 30                           | 7                          | 2                | 0                | 1                | 0                | 33               | 7                |
| 2006             | FC東京           | 9                | J1               | 31                           | 18                         | 5                | 0                | 2                | 2                | 38               | 20               |
| 2007             | FC東京           | 9                | J1               | 32                           | 12                         | 8                | 2                | 3                | 0                | 43               | 14               |
| 2008             | G大阪            | 9                | J1               | 31                           | 8                          | 4                | 1                | 5                | 1                | 40               | 10               |
| 2009             | G大阪            | 9                | J1               | 30                           | 6                          | 2                | 0                | 6                | 8                | 38               | 14               |
| 2010             | G大阪            | 9                | J1               | 19                           | 7                          | 2                | 1                | 3                | 1                | 24               | 9                |
| ブラジル         | ブラジル         | ブラジル         | ブラジル         | リーグ戦                     | リーグ戦                   | ブラジル杯       | ブラジル杯       | オープン杯       | オープン杯       | 期間通算         | 期間通算         |
| 2011 (en)        | アトレチコPR     | 9                | セリエA          | 16                           | 4                          | 5                | 3                |                  |                  |                  |                  |
| 日本             | 日本             | 日本             | 日本             | リーグ戦                     | リーグ戦                   | リーグ杯         | リーグ杯         | 天皇杯           | 天皇杯           | 期間通算         | 期間通算         |
| 2011             | FC東京           | 49               | J2               | 23                           | 9                          | -                | -                | 6                | 3                | 29               | 12               |
| 2012             | FC東京           | 49               | J1               | 34                           | 10                         | 4                | 1                | 1                | 0                | 39               | 11               |
| 2013             | FC東京           | 49               | J1               | 34                           | 11                         | 1                | 1                | 3                | 0                | 38               | 12               |
| 通算             | ブラジル         | ブラジル         | セリエA          | 58                           | 22\|\|\|\|\|\|\|\|\|\|\|\| |                  |                  |                  |                  |                  |                  |
| 通算             | ブラジル         | ブラジル         | セリエB          | 11                           | 2\|\|\|\|\|\|\|\|\|\|\|\|  |                  |                  |                  |                  |                  |                  |
| 通算             | ブラジル         | ブラジル         | セリエC          | 1                            | 0\|\|\|\|\|\|\|\|\|\|\|\|  |                  |                  |                  |                  |                  |                  |
| 通算             | フランス         | フランス         | リーグ・アン     | 72                           | 6\|\|\|\|\|\|\|\|\|\|\|\|  |                  |                  |                  |                  |                  |                  |
| 通算             | 日本             | 日本             | J1               | 268                          | 90                         | 35               | 12               | 27               | 13               | 330              | 115              |
| 通算             | 日本             | 日本             | J2               | 23                           | 9                          | -                | -                | 6                | 3                | 29               | 12               |
| 総通算           | 総通算           | 総通算           | 総通算           | \|\|\|\|\|\|\|\|\|\|\|\|\|\| |                            |                  |                  |                  |                  |                  |                  |

その他の公式戦
- 2009年
  - スーパーカップ 1試合0得点
- 2010年
  - スーパーカップ 1試合0得点
- 2012年
  - スーパーカップ 1試合0得点

| 国際大会個人成績 | 国際大会個人成績 | 国際大会個人成績 | 国際大会個人成績   | 国際大会個人成績   | FIFA      | FIFA      |
| 年度             | クラブ           | 背番号           | 出場               | 得点               | 出場      | 得点      |
| CONMEBOL         | CONMEBOL         | CONMEBOL         | リベルタドーレス杯 | リベルタドーレス杯 | クラブW杯 | クラブW杯 |
| ---------------- | ---------------- | ---------------- | ------------------ | ------------------ | --------- | --------- |
| 2000             | アトレチコPR     |                  |                    |                    | -         | -         |
| 2003             | コリンチャンス   |                  |                    |                    | -         | -         |
| AFC              | AFC              | AFC              | ACL                | ACL                | クラブW杯 | クラブW杯 |
| 2008             | G大阪            | 9                | 9                  | 6                  | 3         | 0         |
| 2009             | G大阪            | 9                | 5                  | 0                  | -         | -         |
| 2010             | G大阪            | 9                | 4                  | 1                  | -         | -         |
| 2012             | FC東京           | 49               | 5                  | 0                  | -         | -         |
| 通算             | AFC              | AFC              | 23                 | 7                  | 3         | 0         |

その他の国際公式戦
- 2008年
  - パンパシフィックチャンピオンシップ 2試合1得点
  - スルガ銀行チャンピオンシップ 1試合0得点

出場歴
- 1995年：公式戦初出場 - カンピオナート・ブラジレイロ・セリエC vsウベランジャEC[2]
- 2000年08月05日：リーグ・アン初出場 - リーグ・アン第2節 vsパリ・サンジェルマンFC (ルテ・ドゥ・ロリアン)
- 2000年10月14日：リーグ・アン初得点 - リーグ・アン第11節 vsRCランス (ルテ・ドゥ・ロリアン)
- 2004年03月13日：Jリーグ初出場 - J1 1st第1節 vsアルビレックス新潟 (味の素スタジアム)
- 2004年04月14日：Jリーグ初得点 - J1 1st第5節 vsセレッソ大阪 (味の素スタジアム)
- 2007年05月26日：J1・100試合出場 - J1第13節 vs名古屋グランパスエイト (味の素スタジアム)
- 2010年12月04日：J1・200試合出場 - J1第34節 vs清水エスパルス (アウトソーシングスタジアム日本平)

## 代表歴
- U-20ブラジル代表
- U-23ブラジル代表 (14試合3得点)[5]
  - 2000年 シドニーオリンピック

## タイトル

### クラブ
コリンチャンス
- カンピオナート・パウリスタ：1回 (pt:2003年)

アトレチコ・パラナエンセ
- カンピオナート・パラナエンセ：2回 (pt:1998年、pt:2000年)
- pt:Seletiva para a Libertadores （1999年）

FC東京
- Jリーグカップ：1回 (2004年)
- 天皇杯：1回 (2011年)
- Jリーグ ディビジョン2：1回 (2011年)

ガンバ大阪
- 天皇杯：2回 (2008年、2009年)
- AFCチャンピオンズリーグ：1回 (2008年)
- パンパシフィックチャンピオンシップ：1回 (2008年)

### 個人
- Jリーグ優秀選手賞：1回 （2004年）